# Ранобе

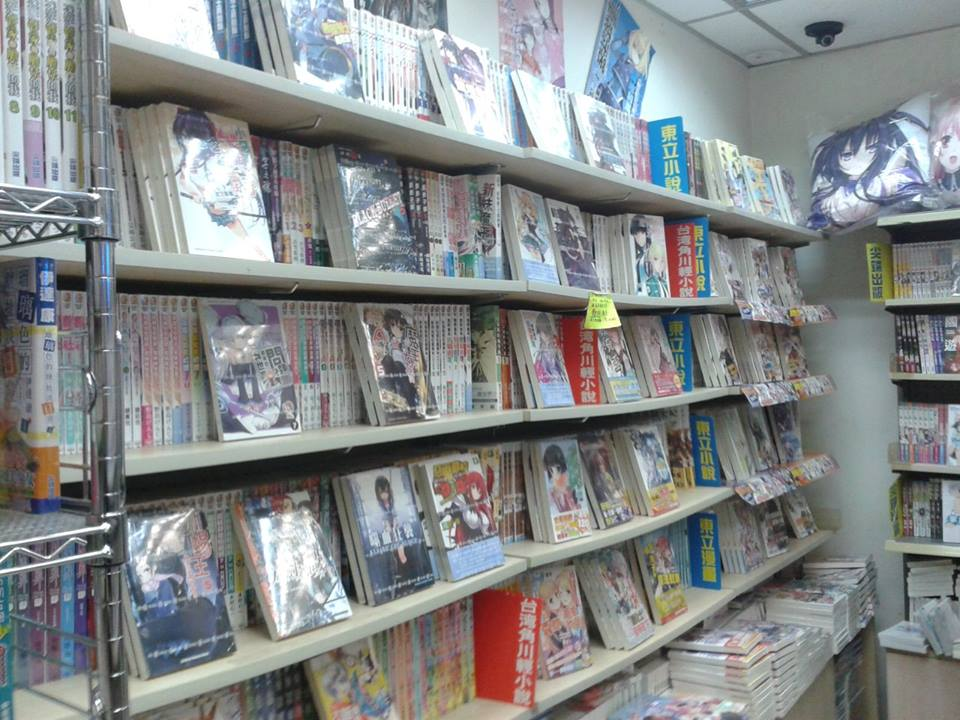
Книгарня ранобе у Макао

Ранобе́ чи лайт-но́вел, (англ. Light Novel; укр. легкий роман; яп. ライトノベル «Райто ноберу»; скор. яп. ラノベ «ранобе», або яп. ライノベ «райнобе») — японські романи з ілюстраціями, основна цільова аудиторія яких — підлітки та молодь. Термін «Light Novel» пішов від англ. light (легкий, спрощений) та англ. novel (роман), що буквально значить «легкий роман», себто повість, та є прикладом «васей-ейґо» — термін японської мови, складеної з англійських слів.
Стиль ілюстрацій в ранобе нагадує кадри манґи, але обсяг ілюстрацій відносно тексту дуже невеликий, тому ранобе відносять до прози, вважаючи еквівалентом молодіжної повісті. Твори часто адаптуються в манґу та аніме-серіал. Книги видаються в кишеньковому форматі зі сторінками «листівочного» розміру 10,5x15 см, а також видаються частинами в літературних журналах, таких як «Dragon Magazine», «The Sneaker», «Dengeki HP», або журналах змішанного змісту: «Comptiq» та «Dengeki G's Magazine». Відомий приклад ранобе — «Slayers» Хадзіме Кандзаки, за яким пізніше була намальована манґа та видано аніме.
Твори ранобе набули великої популярності в Японії, і видавництва знаходяться в постійному пошуку нових авторів, для чого влаштовують щорічні конкурси, переможці котрих отримують, окрім грошових призів, право публікації своєї книги. У найбільшому з таких конкурсів — «енґекі сьосецу тайсьо» — щорічно беруть участь більш двох тисяч авторів. Кількість авторизованих перекладів лайт-новел іноземними мовами невелика через низький попит та значно більший у порівнянні з манґою обсяг тексту для перекладу.

## Структура

Сторінка з першого тому ранобе «Вовчиця та прянощі»

Оскільки ранобе орієнтовані в першу чергу на аудиторію молоді, це визначає деякі особливості їх оформлення. Книги видаються в невеликому форматі, містять кольорові ілюстрації, виконані в тому ж стилі, у якому робляться зображення аніме та манґи, текст зазвичай друкується більшим шрифтом (у порівнянні, наприклад, з текстом газет або «дорослих» книг). Багато ієрогліфів забезпечуються фуріґаною, котра, окрім прямого призначення (фонетичної підказки для прочитання), інколи застосовується для надання словам іншого, нестандартного варіанту (наприклад, у ранобе «To Aru Majutsu no Index» чимала кількість слів, включно з назвою твору, була «переозвучена» таким чином). Манера письма часто характеризується короткими (одне-два речення) абзацами та рясним використанням діалогів. Ці особливості покликані сприяти швидкому читанню ранобе.
Однак, було б помилкою сприймати ранобе лише як «багатослівний» різновид манґи. Типова структура ранобе — це декілька кольорових ілюстрацій спочатку, після чого йде 200—400 сторінок тексту, де лише іноді трапляються чорно-білі зображення. Типову сторінку тексту показано на зображенні. Таким чином, за своєю структурою та обсягом «лайт-новел» — це, скоріше, роман, хоча й з певними стилістичними особливостями, а не повість[джерело?], і, більше того, не оповідання.

## Приклади лайт-новел
| - Baccano! - Bokusatsu Tenshi Dokuro-chan - Boogiepop - Devil May Cry - Durarara!! - Inukami! | - Kamisama Kazoku - Kanokon - Fullmetal Panic - Trinity Blood - The Legendary Moonlight Sculptor |